# ماجرای پروین
ماجرای پروین فیلمی به کارگردانی  و نویسندگی مهدی بشارتیان ساختهٔ سال ۱۳۳۹ است.

## بازیگران
- آفت
- ناصر انقطاع
- سیما
- جواد تقدسی